# Wilfrid de Glehn
Pour les articles homonymes, voir Glehn.
Wilfrid de Glehn, à sa naissance Wilfried Gabriel von Glehn, (9 octobre 1870 à Sydenham, Londres - 11 mai 1951 à Stratford Tony) est un peintre impressionniste britannique qui fut élu à la Royal Academy en 1932.
Il est le cousin du peintre Lucien Hector Monod.
Il épouse en 1904 Jane Emmet de Glehn. Le peintre américain John Singer Sargent est un ami et fréquent compagnon de voyage du couple. Il peint leur portrait dans le jardin de la Villa Torlonia à Frascati.

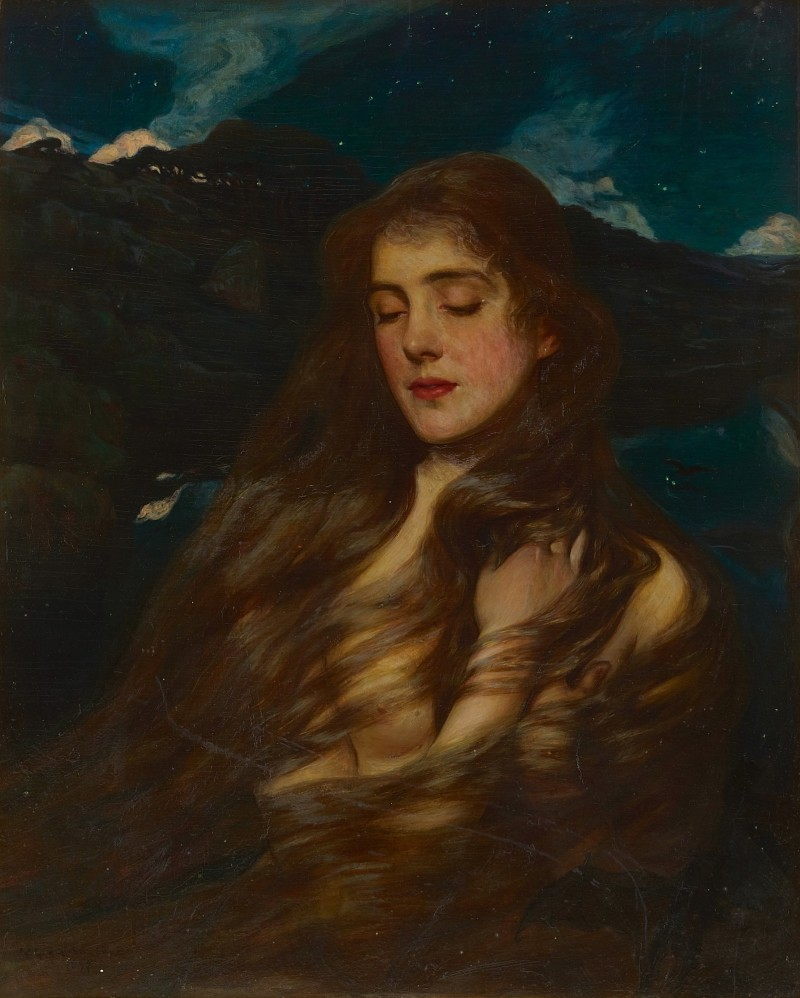
La tombée de la nuit, 1897
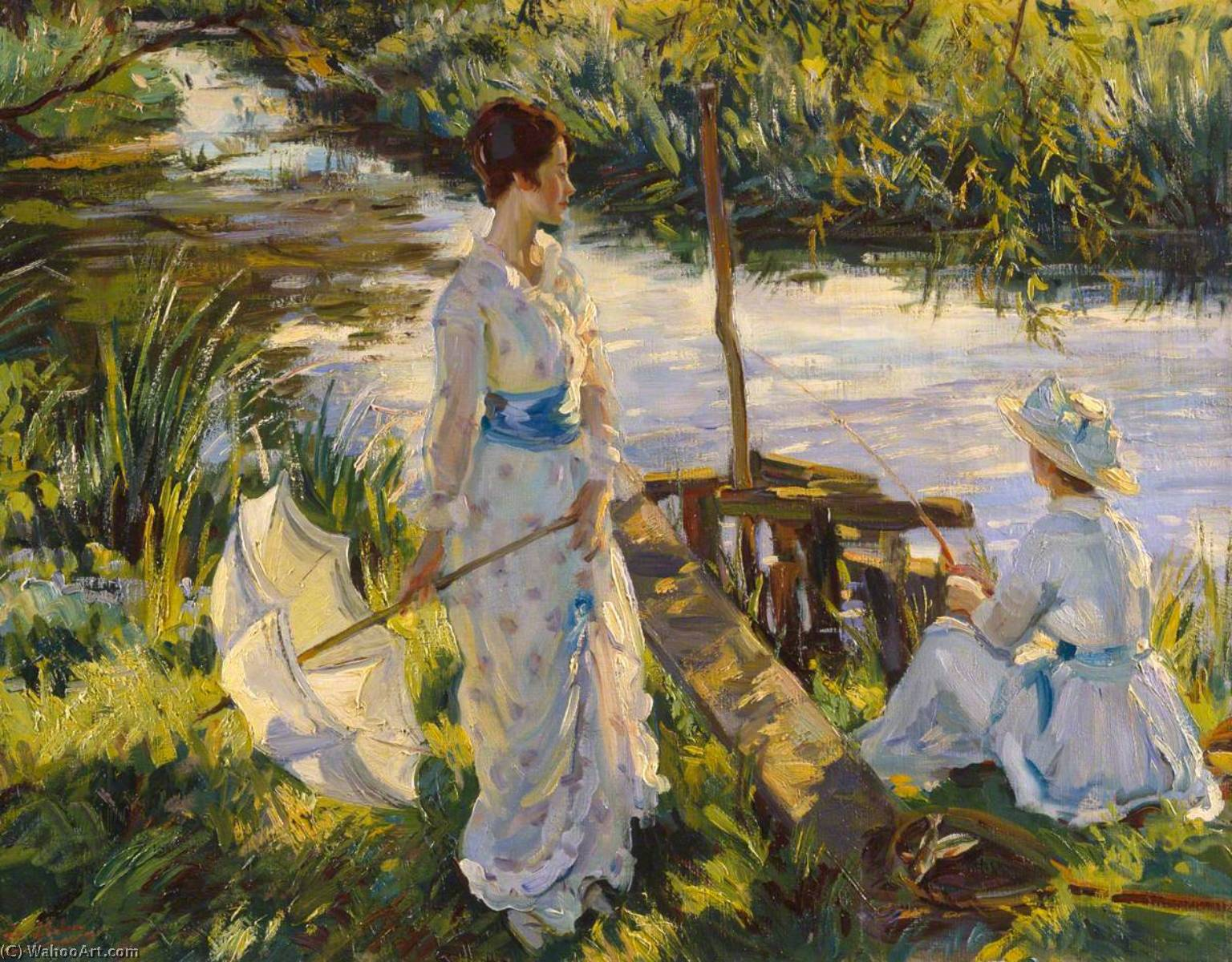
Partie de pêche, 1912
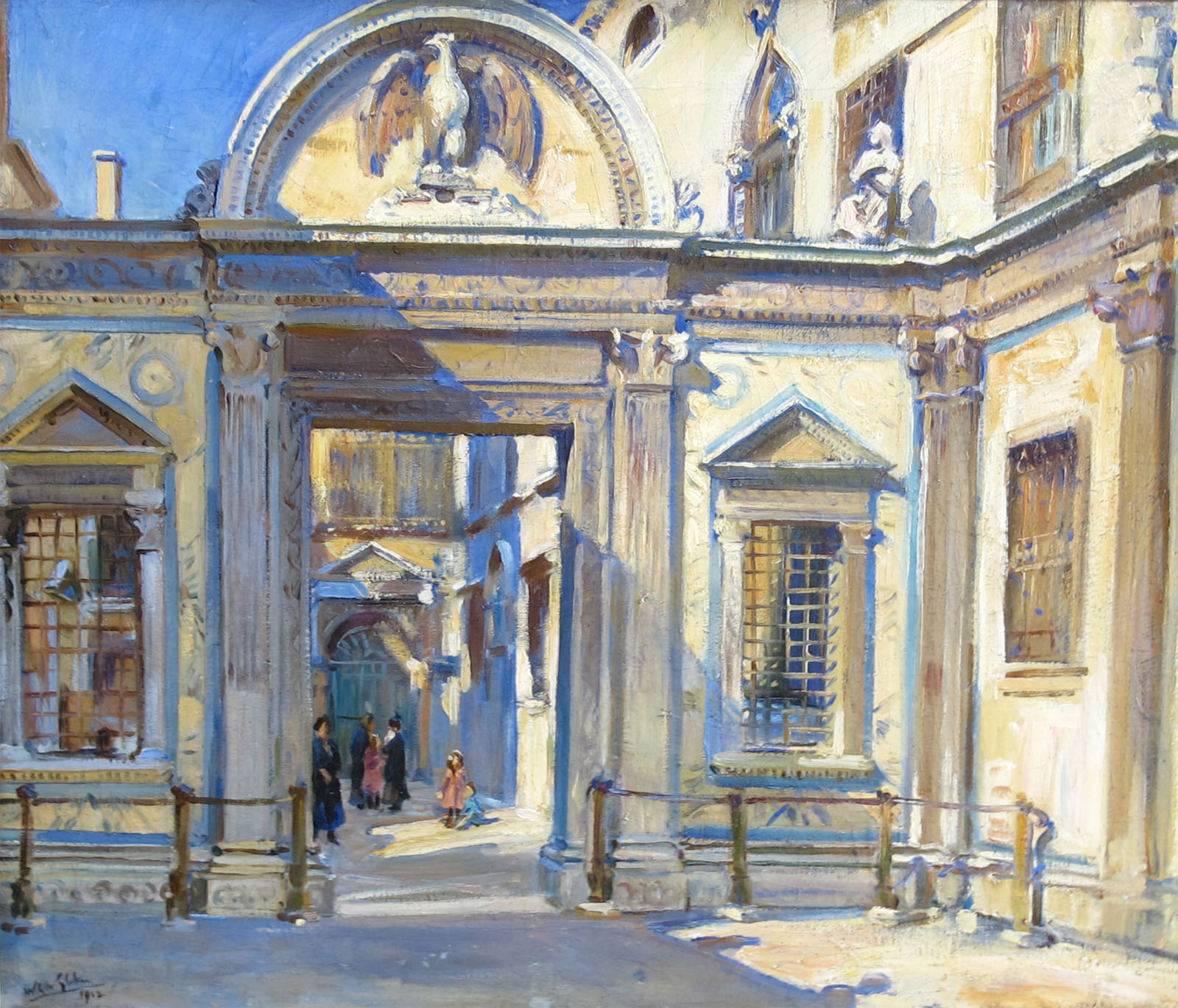
Porte vénitienne, 1913
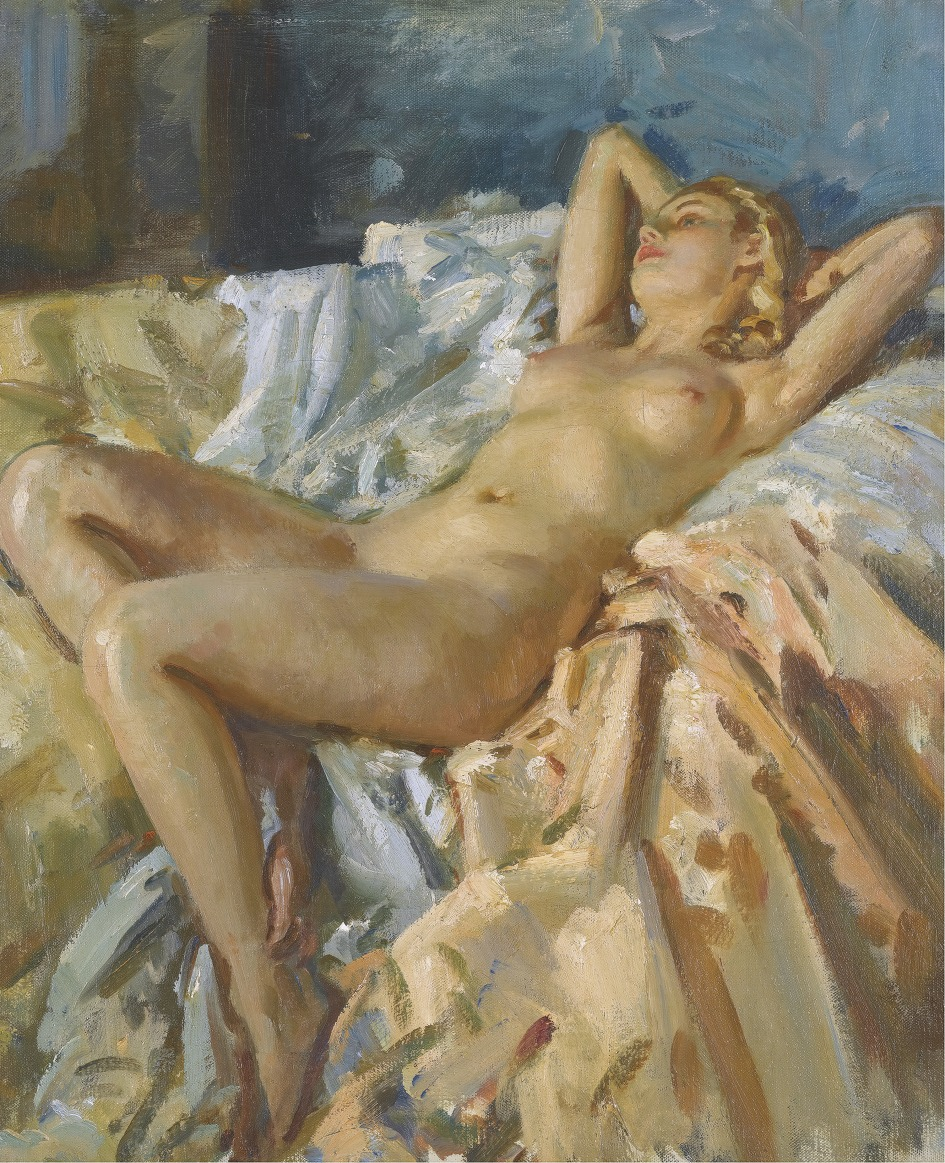
Barbara, c. 1929
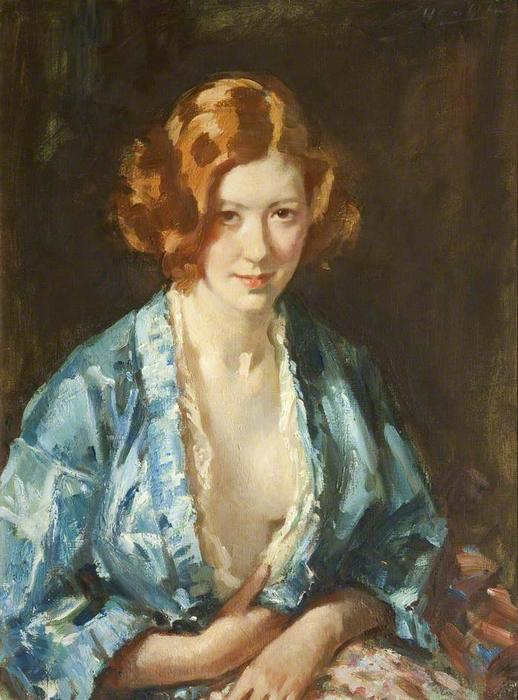
Clare, 1933

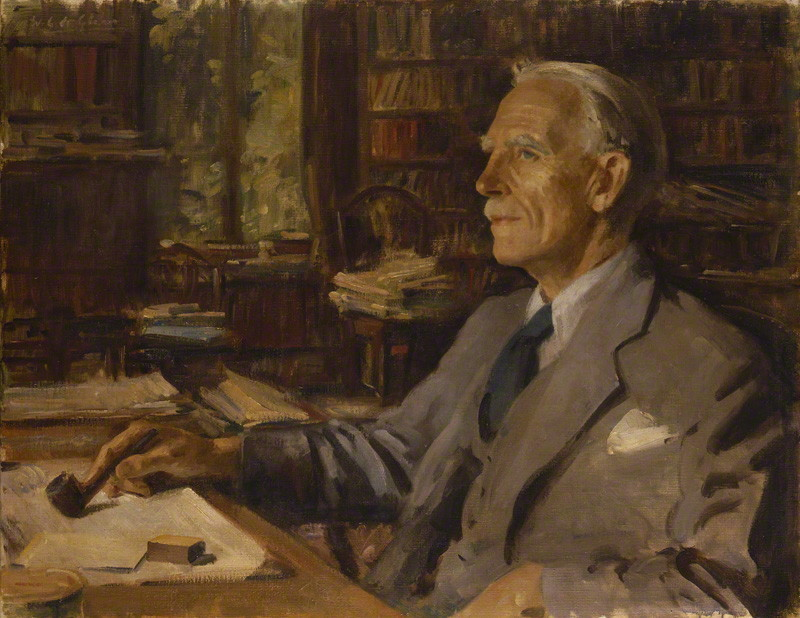
Portrait
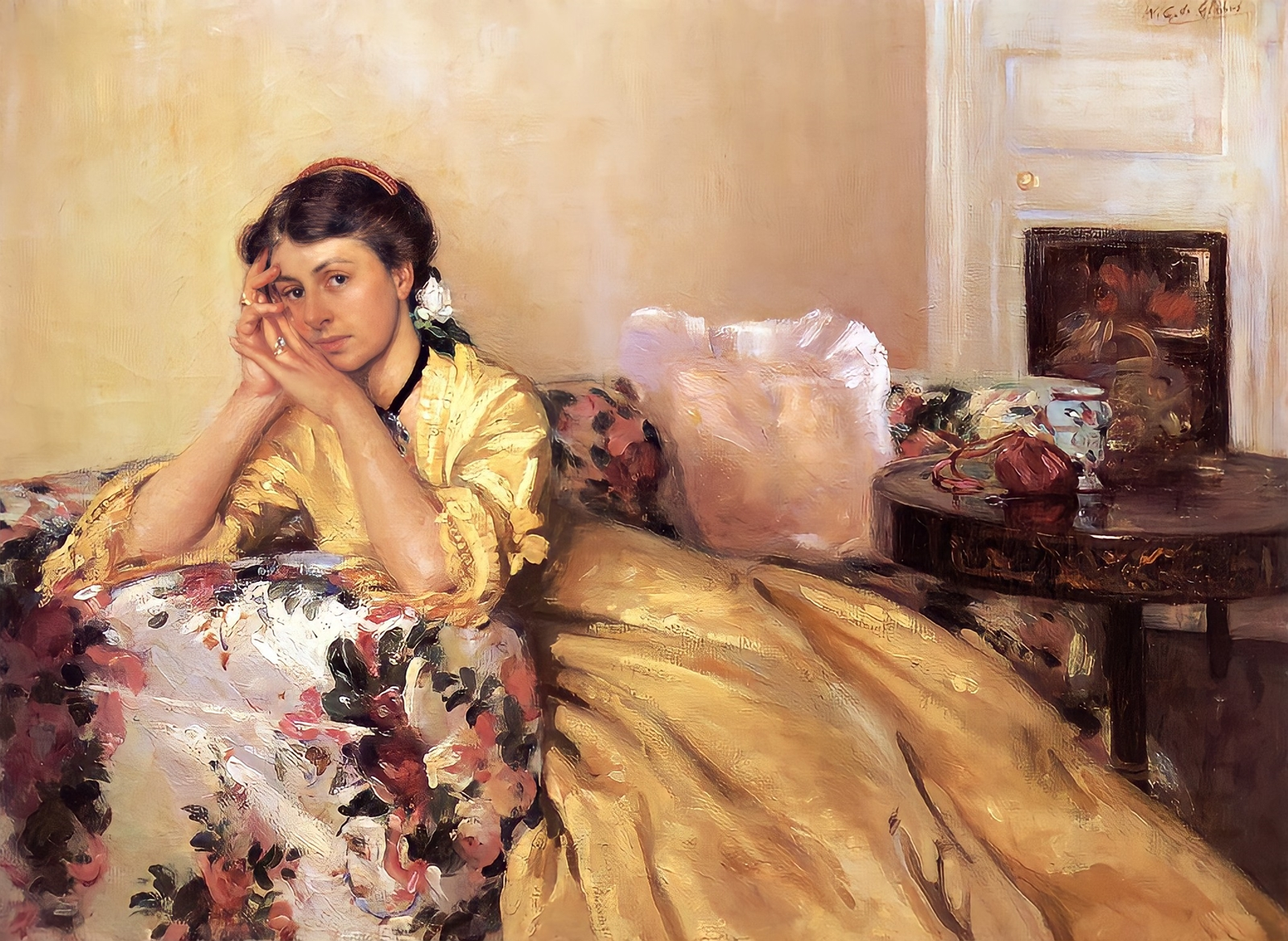
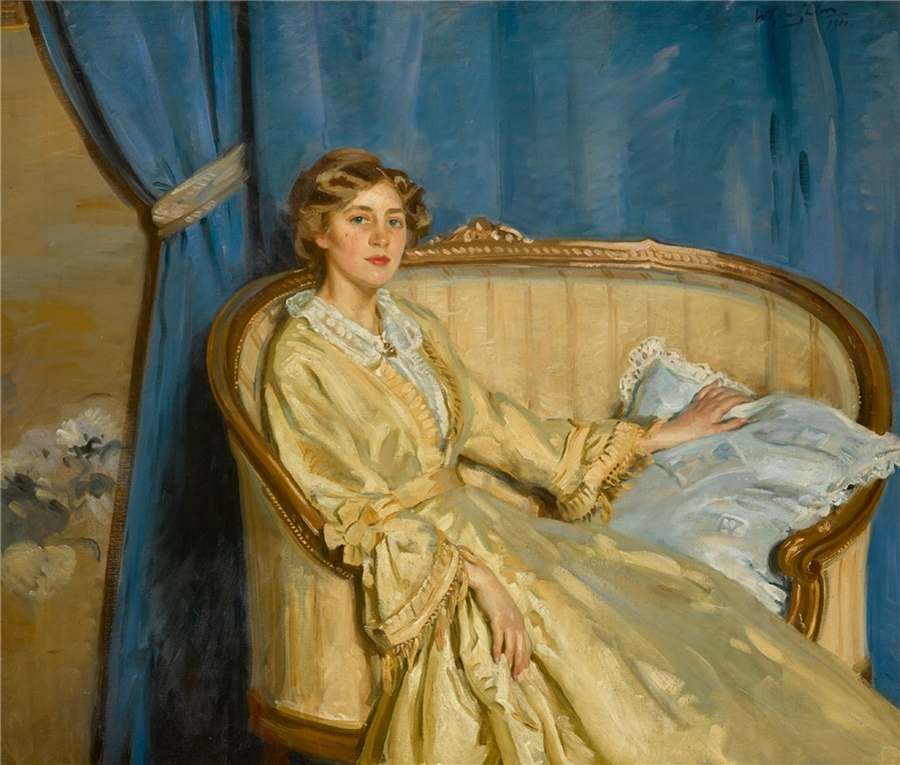
Bleu et or, 1911
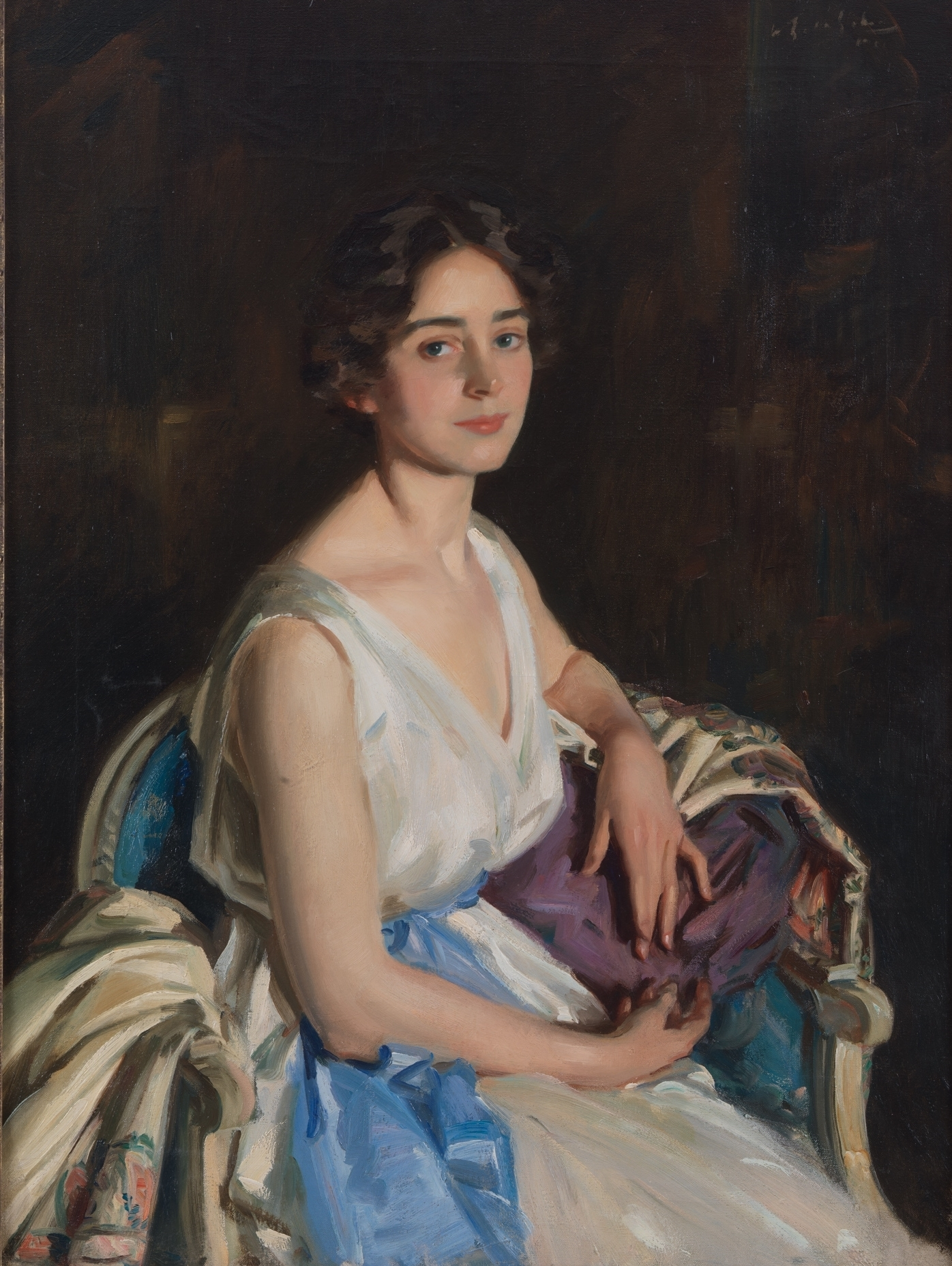
Mlle Querrio
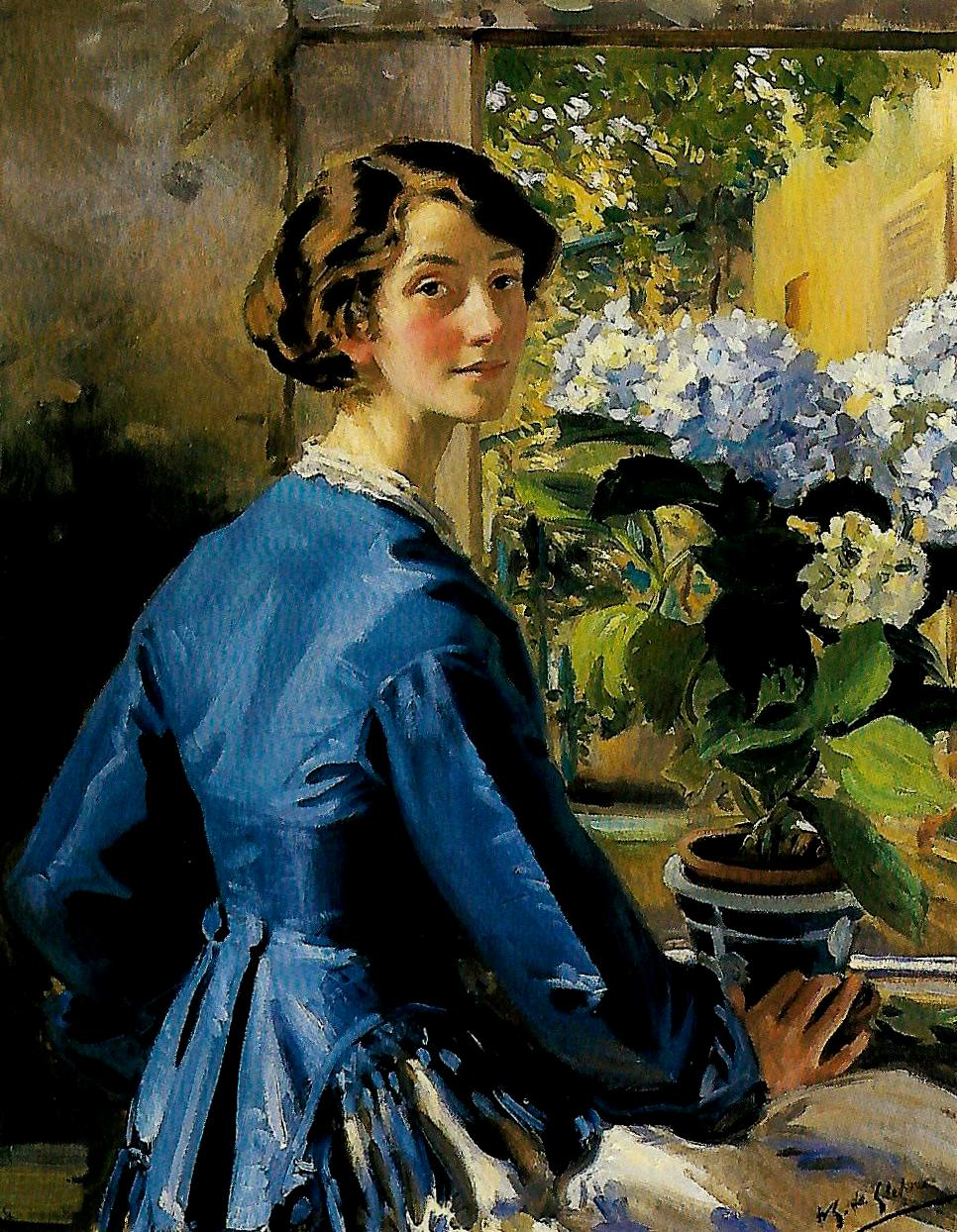
Lynn Fontanne, c. 1912
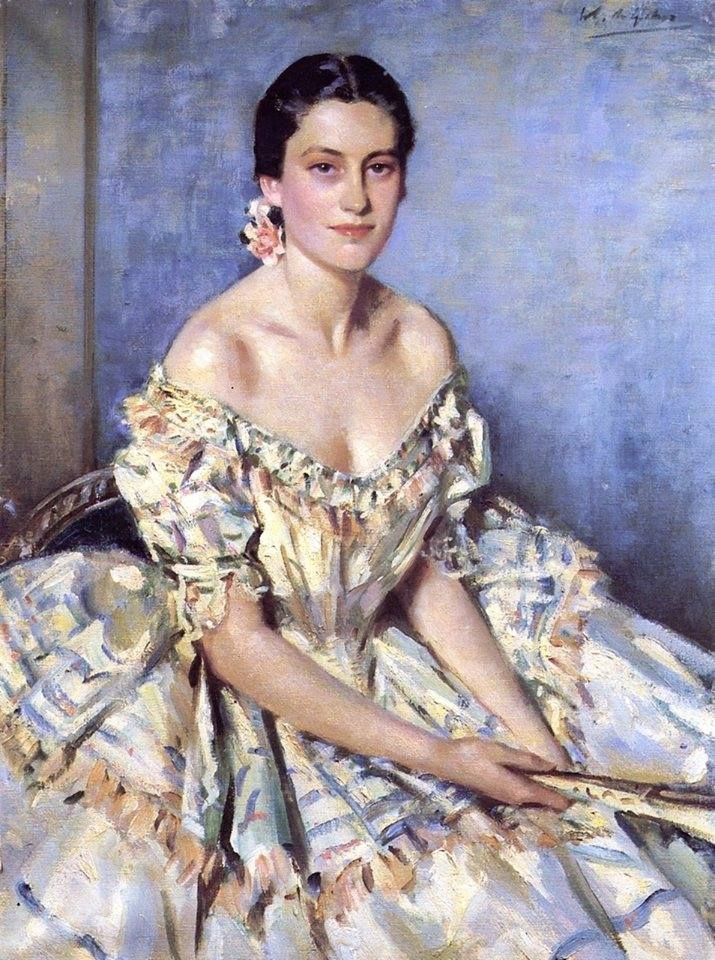
Jane Austen, c. 1935

## Source
- Laura Wortley, Wilfrid Gabriel de Glehn : (1870-1951) : John Singer Sargent's painting companion, New York, NY : Spanierman Gallery, 1997.  (ISBN 9780945936145)